# Laura Trefiletti
Laura Trefiletti (Milano, 31 dicembre 1984) è un'ex ginnasta italiana.

## Biografia
Nata a Milano nel 1984, tesserata per la Pro Patria 1883, a 15 anni ha partecipato ai Giochi olimpici di Sydney 2000 in 3 gare: il concorso individuale, chiuso al 96º posto, il concorso a squadre, dove, insieme a Monica Bergamelli, Martina Bremini, Alice Capitani, Irene Castelli e Adriana Crisci, si è classificata undicesima, e le parallele asimmetriche, dove ha terminato al 64º posto.